# Éric Bernard
Pour les articles homonymes, voir Bernard.
Pas d'image ? Cliquez ici
Éric Bernard, né le 24 août 1964 à Martigues, est un ancien pilote automobile français.

## Biographie

### Débuts en sport automobile
Pilote émérite de karting entre 1976 et 1983 (il décroche à quatre reprises le titre de champion de France), Éric Bernard fait ses débuts en sport automobile en 1984, après sa victoire en 1983 au Volant Elf de l'école de pilotage "Winfield" du circuit Paul-Ricard, où il était opposé notamment à Jean Alesi et Bertrand Gachot.
Sa victoire lui permet de gagner le budget pour une saison de Formule Renault. Pour sa seconde saison dans cette discipline, en 1985, il remporte le championnat de France et s'engage alors dans celui de France de Formule 3 en 1986. Il devient vice-champion de France de Formule 3 en 1987, derrière Jean Alesi. 
Grâce aux soutiens d'Elf et de Winfield, il obtient un volant en Championnat international de Formule 3000  pour la saison 1988. Après une saison d'apprentissage, Bernard est recruté par l'écurie DAMS en 1989 et se classe troisième du championnat, derrière son éternel rival Jean Alesi et Érik Comas.

### La Formule 1
1989 est également l'année de ses débuts en Formule 1. Appelé à l'occasion du Grand Prix de France par l'écurie Larrousse pour remplacer Yannick Dalmas, limogé, il livre une solide prestation qui le conduit un temps à la cinquième place avant d'abandonner sur casse moteur. Sa performance est toutefois en grande partie occultée par celle de son rival Jean Alesi, qui termine quatrième de sa première course en Formule 1. À nouveau au volant de la Larrousse pour le Grand Prix suivant à Silverstone, il finit sa saison de F3000 avec la satisfaction de s'être qualifié pour les deux Grands Prix auxquels il était inscrit. 
Séduite par ses débuts en 1989, l'écurie Larrousse titularise Éric Bernard pour le championnat du monde 1990. Compte tenu du matériel dont il dispose (Lola LC90 à moteur Lamborghini), il réalise une belle première moitié de saison, avec notamment une sixième place à Monaco et une quatrième place à Silverstone. La suite est plus délicate puisqu'il subit en interne la montée en puissance de son coéquipier japonais Aguri Suzuki, qui termine la saison par un podium pour son Grand Prix national sur le circuit de Suzuka. La première saison complète de Bernard en Formule 1 n'en reste pas moins globalement positive et lui permet de nourrir des ambitions à la hausse pour 1991, toujours chez Larrousse. 

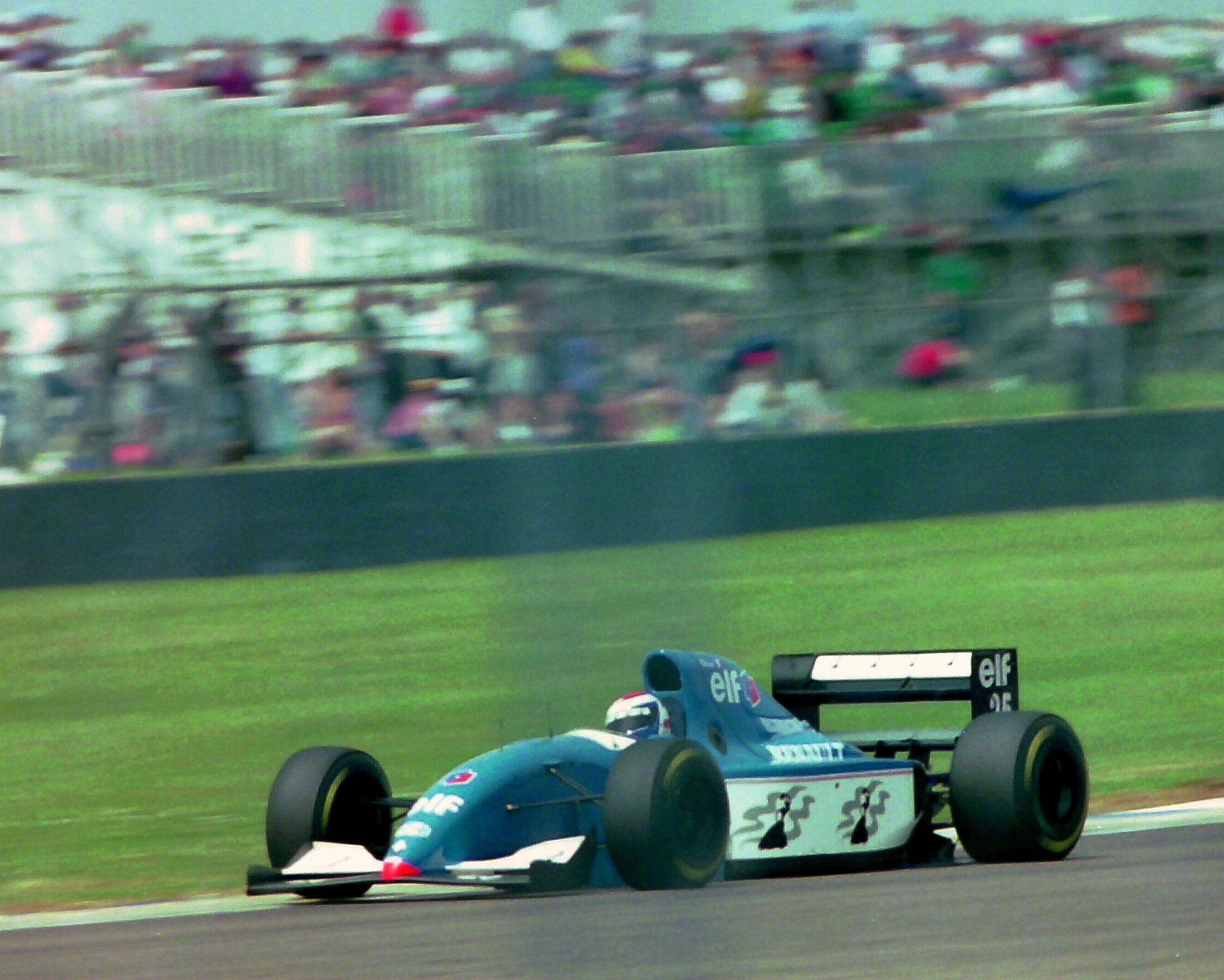
Eric Bernard au Grand Prix automobile de Grande-Bretagne 1994.

Mais la perte, durant l'hiver, par l'écurie française de son motoriste Lamborghini, de plusieurs sponsors, ainsi que sa disqualification du championnat du monde des constructeurs en raison d'un vice de forme lors de l'inscription (synonyme de pertes des aides financières de la FOCA et l'obligation de passer par les séances de pré-qualifications du vendredi matin), viennent mettre à mal les espoirs du jeune pilote français. 
Il connaît une saison calamiteuse, marquée par une non-qualification au Grand Prix du Portugal. Entre le premier et le dernier Grand Prix de la saison, Bernard ne termine que deux courses, mais marque le point de la sixième place au Grand Prix du Mexique. Pour parachever le désastre, Éric Bernard est victime d'un grave accident en fin de saison lors des essais du Grand Prix du Japon où il se casse la jambe. Il est opéré le 24 octobre 1991 par le professeur Émile Letournel au centre médico-chirurgical de la porte de Choisy à Paris.  
Sans volant en Formule 1 pour 1992, il est incorporé à l'équipe Peugeot en Sport-prototypes mais les contraintes physiques générées par la Peugeot 905 lui brisent à nouveau l'os mal solidifié de sa jambe et le contraignent à une saison blanche. 
Il fait son retour en Formule 1 en 1993, en tant que pilote-essayeur de l'écurie française Ligier qui aligne un duo anglais composé de Martin Brundle et Mark Blundell, tout en commentant les Grands Prix pour le compte de TF1. Son travail de l'ombre porte ses fruits puisque l'année suivante, Ligier le titularise. 
Régulièrement dominé par son coéquipier débutant Olivier Panis, Bernard peine à retrouver le rythme et malgré une troisième place au Grand Prix d'Allemagne, le meilleur résultat de sa carrière en Formule 1, juste derrière Panis, il perd progressivement la confiance de Flavio Briatore, le nouveau propriétaire de Ligier. Limogé à la veille du Grand Prix d'Europe au profit du pilote britannique Johnny Herbert, il trouve immédiatement refuge chez Team Lotus, l'ancienne équipe d'Herbert, mais se fait remplacer au bout d'une course par le pilote finlandais Mika Salo. Ce jeu de chaises musicales signe la fin de sa carrière en Formule 1.

### Après la Formule 1

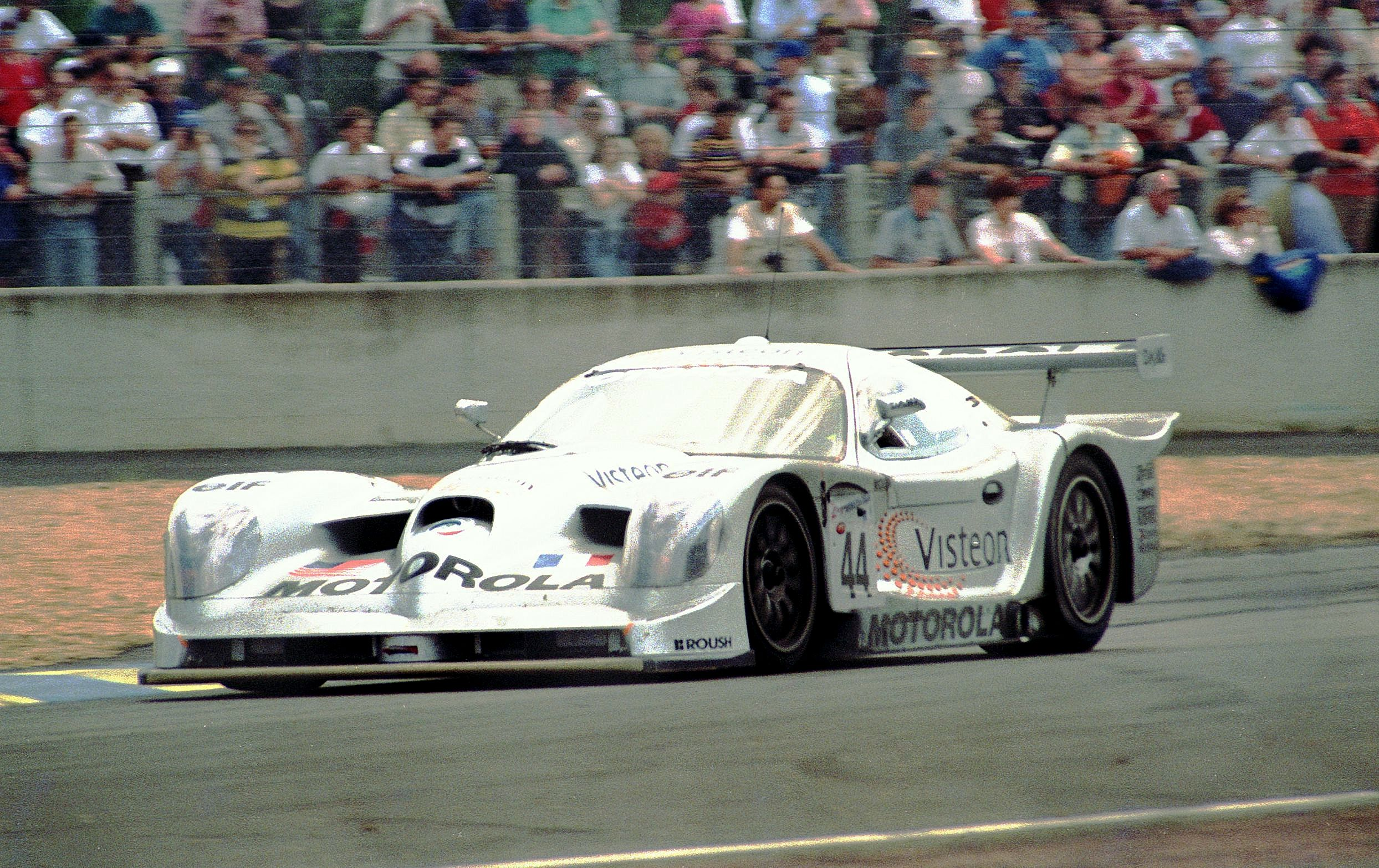
Panoz Esperante GTR-1 de Bernard lors des 24 Heures du Mans 1998.

Éric Bernard poursuit sa carrière en 1996 en championnat BPR au volant d'une Ferrari F40 et obtient un podium lors de l'épreuve de Jarama. l'année suivante, il intègre l'écurie DAMS qui aligne des Panoz Esperante GTR-1. Il dispute les 24 Heures du Mans 1997 et le Championnat FIA GT.
Il passe chez Panoz Motorsport en 1998, toujours en catégorie GT1. En 1999 Éric Bernard court à la fois en Europe le championnat proto SRWC sur une Lola B98/10 de l'équipe DAMS et en American Le Mans Series aux États-Unis sur le nouveau prototype Panoz. Il remporte deux courses en SRWC sur la Lola (à Donington et au Nürburgring) avec Jean-Marc Gounon et finit septième des 24 Heures du Mans 1999. Deuxième de la course ALMS de Mosport, il gagne également celle de Portland et remporte Petit Le Mans avec David Brabham et Andy Wallace.
En 2000, DAMS s'associe à Cadillac qui fait son retour en compétition. Pendant trois saisons, sous les couleurs DAMS ou du Team Cadillac, aucun résultat satisfaisant n'est obtenu, le prototype Cadillac étant dépassé par la concurrence. Fin 2002, Bernard met un terme à sa carrière.

## Résultats en championnat du monde de Formule 1
| Saison | Écurie                            | Châssis   | Moteur                      | Pneus    | GP disputés | Points inscrits | Classement |
| ------ | --------------------------------- | --------- | --------------------------- | -------- | ----------- | --------------- | ---------- |
| 1989   | Équipe Larrousse                  | Lola LC89 | Lamborghini V12             | Goodyear | 2           | 0               | n.c.       |
| 1990   | Espo Larrousse F1                 | Lola 90   | Lamborghini V12             | Goodyear | 16          | 5               | 13e        |
| 1991   | Larrousse F1                      | Lola 91   | Ford V8                     | Goodyear | 13          | 1               | 18e        |
| 1994   | Ligier Gitanes Blondes Team Lotus | JS39B 109 | Renault V10 Mugen-Honda V10 | Goodyear | 14          | 4               | 18e        |

| 1989          | Equipe Larrousse       | Lola LC89           | Lamborghini V12 | BRA      | SMR      | MON      | MEX      | USA      | CAN      | FRA 11   | GBR Abd. | GER      | HUN      | BEL      | ITA      | POR      | ESP      | JPN      | AUS      | NC  | 0 |
| 1990          | Espo Larrousse F1      | Lola LC89B          | Lamborghini V12 | USA 8    | BRA Abd. |          |          |          |          |          |          |          |          |          |          |          |          |          |          | 13e | 5 |
| 1990          | Espo Larrousse F1      | Lola LC90           | Lamborghini V12 |          |          | SMR 13   | MON 6    | CAN 9    | MEX Abd. | FRA 8    | GBR 4    | GER Abd. | HUN 6    | BEL 9    | ITA Abd. | POR Abd. | ESP Abd. | JPN Abd. | AUS Abd. | 13e | 5 |
| 1991          | Larrousse F1           | Larrousse Lola LC91 | Cosworth V8     | USA Abd. | BRA Abd. | SMR Abd. | MON 9    | CAN Abd. | MEX 6    | FRA Ret  | GBR Abd. | GER Abd. | HUN Abd. | BEL Abd. | ITA Abd. | POR Nq   | ESP Ret  | JPN Nq   | AUS      | 18e | 1 |
| 1994          | Ligier Gitanes Blondes | Ligier JS39B        | Renault V10     | BRA Abd. | PAC 10   | SMR 12   | MON Abd. | ESP 8    | CAN 13   | FRA Abd. | GBR 13   | GER 3    | HUN 10   | BEL 10   | ITA 7    | POR 10   |          |          |          | 18e | 4 |
| 1994          | Team Lotus             | Lotus 109           | Mugen Honda V10 |          |          |          |          |          |          |          |          |          |          |          |          |          | EUR 18   | JPN      | AUS      | 18e | 4 |
| Légende : ici |                        |                     |                 |          |          |          |          |          |          |          |          |          |          |          |          |          |          |          |          |     |   |